# Ludwig
Ludwig ist ein männlicher Vorname und ein Familienname.

## Herkunft und Bedeutung
Der Name wurde als *Hlōdowik oder *Hlōdowig im Altfränkischen rekonstruiert und ist aus der Verbindung zweier Namenglieder, nach dem Prinzip germanischer Rufnamen, aufgebaut. Traditionell werden diese Namenglieder interpretiert als von den urgermanischen Wörtern *hlūdaz „laut“, „berühmt“ und *wiganą „kämpfen“, „[sich] bekriegen“ herkommend. Der Name wird demnach als „ruhmreicher Kämpfer“ übersetzt.
Der niederländische Wissenschaftler R. van der Meulen stellt sich gegen diese Mehrheitsmeinung und verweist dabei auf Gregor von Tours, der den Namen Chlodwig ohne Ausnahme mit O schrieb. Daher erscheint ihm eine Herleitung von *lod- „Kriegsbeute“ wahrscheinlicher, was die Bedeutung „Beute (bringender) Kämpfer“ ergäbe. Für diese Hypothese spricht auch, dass wenn das erste Namenglied als *hlūdaz anstatt *lod- interpretiert würde, der Name Chlodomers zwei Namenglieder (*hlūdaz „berühmt“ und *mērijaz „berühmt“) mit einer, für einen germanischen Namen sehr unüblichen, gleichen Bedeutung hätte.

## Verbreitung
Der Name Ludwig ist vor allem in Deutschland, Österreich und der Schweiz verbreitet.
In Deutschland zählte Ludwig bis in die 1930er Jahre hinein zu den beliebtesten Jungennamen. Er wurde dann bis in die 1960er Jahre hinein zwar seltener, jedoch immer noch regelmäßig vergeben, bevor er aus der Mode geriet. Seit Mitte der 2000er Jahre nimmt seine Popularität wieder zu. Im Jahr 2021 lag er bereits auf Rang 86 der Hitliste.
Ludwig zählte in Österreich zwischen 1984 und 2010 zu den geläufigen Namen, seit 2001 steigt seine Popularität stetig. Im Jahr 2023 belegte er Rang 101. Von 1984 bis 2023 wurde der Name etwa 1.100 Mal vergeben. In der Schweiz kommt der Name seit 1930 regelmäßig in der Namensgebung vor. In den 1930er und frühen 1940er Jahren zählte er zu den Top-200 Jungennamen, danach ließ seine Popularität nach. Von 1930 bis 2023 wurde er circa 810 Mal gewählt.
In Frankreich lag der Name zwischen den frühen 1970er Jahren und der Jahrtausendwende in den Top-500. Der Name kommt in den Niederlanden seit 1930 fast jährlich in den Hitlisten vor. Er ist aber nur mäßig populär und wurde in den letzten 10 Jahren etwa 40 Mal vergeben. In Schweden hat Ludwig sich unter den 100 beliebtesten Jungennamen etabliert. In den Ländern Dänemark und Norwegen ist der Name hingegen nur mäßig beliebt.
In Polen wird der Name Ludwig seit 2012 fast jedes Jahr bei der Namenswahl berücksichtigt, jedoch in einem geringen Umfang. Die Vergabe ist auch in Liechtenstein, Belgien, England und Schottland nachgewiesen.
Der Name tauchte in den USA von 1880 bis zu den frühen 1930er Jahren immer wieder in den Top-1000 auf. Von 1930 bis 2023 wurden rund 1.400 Jungen so genannt. In Kanada kommt Ludwig seit 1980 fast jährlich in den Vornamenscharts vor, er ist aber nicht sonderlich beliebt.

## Varianten

### Vorname
- Baskisch: Koldobika
  - Diminutiv: Koldo
- Bretonisch: Loïc
- Dänisch: Ludvig
  - Diminutiv: Loui
- Deutsch: Alois
  - Urgermanisch: Chlodovech, Clodovicus, Hludowig, Ludovicus, Chlodwig
    - Diminutiv: Clovis

  - Diminutiv: Lutz, Lois
- Englisch: Aloysius, Lewis, Louis
  - Diminutiv: Lew, Lou, Louie
- Esperanto: Ludoviko
  - Diminutiv: Luĉjo
- Französisch: Louis, Ludovic
  - Okzitanisch: Loís
    - Mittelalterlich: Aloys, Aloysius

  - Diminutiv: Clovis, Lou, Loulou
- Irisch: Alaois
- Isländisch: Lúðvík
- Italienisch: Aloisio, Alvise, Lodovico, Ludovico, Luigi
  - Diminutiv: Gigi, Gino, Luigino, Vico
- Kroatisch: Alojz, Alojzije
- Lettisch: Ludis, Ludvigs
- Litauisch: Liudvikas
- Niederländisch: Lodewijk, Louis
  - Belgisches Niederländisch (Diminutiv): Ludo, Lode
  - Diminutiv: Lowie
- Norwegisch: Ludvig
- Polnisch: Alojzy, Ludwik
- Portugiesisch: Aloísio, Luís
  - Brasilianisches Portugiesisch: Luiz
    - Diminutiv: Lula

  - Galizisch: Lois
  - Diminutiv: Luisinho
- Schwedisch: Ludvig
  - Diminutiv: Loui, Love, Lowe, Ludde
- Slowakisch: Alojz
- Slowenisch: Alojz, Alojzij, Ludvik
  - Diminutiv: Lojze
- Spanisch: Luis
  - Katalanisch: Lluís
  - Diminutiv: Lucho, Luisito
- Tschechisch: Alois, Ludvík
  - Diminutiv: Luděk
- Ungarisch: Alajos, Lajos

Weibliche Varianten: siehe Luise #Varianten

### Nachname
- Dänisch: Ludvigsen
- Deutsch: Ludewig, Ludowig, Ludwiger, Ludowici, Ludwick
  - Diminutiv: Leitz, Leitzke
- Englisch: Lewis
- Französisch: Louis
- Italienisch: Alò, Aloi, Aloia, Aloisi, Ludovici, Ludovisi, Luisi
- Portugiesisch: Luís, Luiz
- Spanisch: Luis

## Namenstage
- 28. April: Ludwig Maria Grignion de Montfort, Heiligsprechung 1947
- 21. Juni: Aloisius von Gonzaga, Heiligsprechung 1605 (hauptsächliche Namensform ist Alois)
- 19. August: Ludwig von Toulouse, Heiligsprechung 1317
- 25. August: Ludwig IX., Heiligsprechung 1297

## Namensträger

### Ludwig als Name von Herrschern
Ludwig ist der Name mehrerer Herrscher, siehe Liste von Herrschern namens Ludwig.

### Ludwig als Künstlername
- Ludwig (* 1992), eigentlich Ludovico Franchitti, italienischer Musiker

### Ludwig als Vorname
- Ludwig Anschütz (1889–1954), deutscher Chemiker
- Ludwig Anschütz (1902–1985), deutscher Schauspieler
- Ludwig Bechstein (1801–1860), deutscher Schriftsteller, Bibliothekar, Archivar und Apotheker
- Ludwig Beck (1880–1944), deutscher General und Widerstandskämpfer
- Ludwig van Beethoven (1712–1773), Großvater von Ludwig van Beethoven
- Ludwig van Beethoven (1770–1827), deutscher Komponist
- Ludwig Berner (1912–2000), deutscher Jurist
- Ludwig Böck (1902–1960), deutscher Skisportler
- Ludwig Bohnstedt (1822–1885), deutscher Architekt
- Ludwig Bölkow (1912–2003), deutscher Ingenieur und Unternehmer
- Ludwig Boltzmann (1844–1906), bedeutender österreichischer Physiker
- Ludwig Ernst von Braunschweig-Wolfenbüttel (1718–1788), Herzog zu Braunschweig und Lüneburg, österreichischer und niederländischer Reichsfeldmarschall
- Ludwig Briand (* 1981), französischer Schauspieler
- Ludwig Brüel (1871–1949), deutscher Zoologe
- Ludwig von Brügge (auch Ludwig von Gruuthuse; 1427?–1492), Herr von Gruuthuse, Höfling und Bibliophiler
- Ludwig Deppe (1828–1890), deutscher Komponist, Dirigent und Klavierpädagoge
- Ludwig Erhard (1897–1977), deutscher Bundeskanzler
- Ludwig Erk (1807–1883), deutscher Komponist
- Ludwig Fels (1946–2021), deutscher Schriftsteller
- Ludwig Feuerbach (1804–1872), deutscher Philosoph und Anthropologe
- Ludwig Ganghofer (1855–1920), deutscher Schriftsteller
- Ludwig Güttler (* 1943), deutscher Trompeter
- Ludwig Haas (1933–2021), deutscher Schauspieler
- Ludwig von Hanau (≈1320–1387), Domherr in den Diözesen Speyer und Würzburg
- Ludwig Hardt (1886–1947), deutscher Vortragskünstler und Rezitator
- Ludwig Harig (1927–2018), deutscher Schriftsteller
- Ludwig Haymann (1877–1962), deutscher HNO-Arzt und Hochschullehrer
- Ludwig Hirsch (1946–2011), österreichischer Sänger und Liedermacher
- Ludwig Franz Hirtreiter, bekannt als Rex Gildo (1936–1999), deutscher Schlagersänger und Schauspieler
- Ludwig Hohl (1904–1980), Schweizer Schriftsteller
- Ludvig Holberg (1684–1754), dänisch-norwegischer Dichter
- Ludwig Hollburg (* 1954), deutscher Schauspieler
- Ludwig von Jordan (1849–1941), deutscher Maler, Illustrator, Schriftsteller und Offizier
- Ludwig Kießling (1875–1942), deutscher Pflanzenbauwissenschaftler und Pflanzenzüchter
- Ludwig Kneiss (1830–1900), deutscher Sänger und Schauspieler
- Ludwig Kögl (* 1966), deutscher Fußballspieler
- Ludwig Kötter (1926–2019), deutscher Psychologe und Hochschullehrer
- Ludwig Kotter (1920–2012), deutscher Tiermediziner, Hochschullehrer und -rektor
- Ludwig Kotter (* 1929), deutscher Politiker (CSU)
- Ludwig Kraus (1907–1987), deutscher Motorradrennfahrer
- Ludwig Kraus (1911–1997), deutscher Ingenieur
- Ludwig Landen (1908–1985), deutscher Kanute und Olympiasieger
- Ludwig Landsberg (1807–1858), deutscher Musikpädagoge und Autographensammler
- Ludwig Lang (1890–1956), deutscher Bibliothekar und Schriftsteller
- Ludwig Langer, bekannt als LGoony, deutscher Rapper
- Ludwig Levy-Lenz (1889–1966), deutscher Arzt und Sexualwissenschaftler
- Ludwig von Löhner (1812–1852), österreichischer Arzt, Dichter und Politiker
- Ludwig Lohner (1858–1925), österreichischer Industrieller, Pionier der Fahrzeug- und Flugzeugtechnik
- Ludvig Lorenz (1829–1891), dänischer Physiker
- Ludwig Ludwig (1640–1696), deutscher Zisterzienserabt von Ebrach
- Ludwig Karl Ludwig (1773–1860), deutscher Richter und Politiker, MdL Hessen, siehe Carl Ludwig (Politiker)
- Johann Ludwig Graf Schwerin von Krosigk (1887–1977), Leitender Minister der letzten deutschen Reichsregierung
- Ludwig Marum (1882–1934), SPD-Politiker und Opfer des NS-Regimes
- Ludwig Merz  (1817–1858), deutscher Geograph, Optiker und Publizist
- Ludwig Merz  (1817–1881), Schweizer Unternehmer, Grossrat und Kartograf
- Ludwig Merz  (1905–1992), deutscher Elektrotechniker, Hochschullehrer
- Ludwig Merz  (1908–2003), deutscher Lehrer und Heimatforscher
- Ludwig Merwart (1913–1979), österreichischer Maler und Grafiker
- Ludwig Meybert (1893–1961), deutscher Schauspieler, Theaterregisseur und Hörspielsprecher
- Ludwig Meyer (1587–1663), Schweizer Statthalter, Landvogt und Ritter
- Ludwig Mies van der Rohe (1886–1969), deutscher Architekt und Leiter des Bauhauses in Dessau und Berlin
- Ludwig von Mises (1881–1973), österreichischer Wirtschaftswissenschaftler
- Ludwig Münch (1852–1922), deutscher Pädagoge, Rektor und Politiker
- Ludwig zu Münster (1774–1824), deutscher Gutsbesitzer, Offizier, Oberforstmeister und Abgeordneter
- Ludwig Münz (1880–1956), deutscher Politiker, Landtagsabgeordneter
- Ludwig Münz (1889–1957), österreichischer Kunsthistoriker
- Ludwig Münz (1893–1945), deutscher Jurist und römisch-katholischer Märtyrer
- Ludwig Münz (1921–1987), deutscher Ordensgeistlicher, Generalrektor der Pallottiner
- Ludwig Munzinger (1849–1897), deutscher Verwaltungs- und Ministerialbeamter
- Ludwig Munzinger, sen. (1877–1957), deutscher Journalist, Archivar und Herausgeber
- Ludwig Munzinger, jun. (1921–2012), deutscher Verleger und Publizist
- Ludvig Nobel (1831–1888), Bruder von Alfred Nobel
- Ludvig Norman (1831–1885), schwedischer Komponist, Dirigent, Pianist und Musiklehrer
- Ludwig Nürnberger (1884–1959), deutscher Frauenarzt, Geburtshelfer und Hochschullehrer
- Ludwig Oldenburg (1844–1909), deutscher Pädagoge, Journalist und Schriftsteller
- Ludwig von Oppenheimer (1843–1909), österreichischer Großgrundbesitzer und Politiker
- Ludwig Yehuda Oppenheimer (1897–1979), deutsch-israelischer Agrarökonom
- Ludwig von Pfuel (1718–1789), königlich-preußischer Generalmajor
- Ludwig Ratzel (1915–1996), deutscher Politiker (SPD), Oberbürgermeister von Mannheim
- Ludwig (Ravensberg) († 1249), Graf von Ravensberg
- Ludwig von Ravensberg (Bischof) (um 1260–1308), Bischof von Osnabrück
- Ludwig Reichenbach (1793–1879), deutscher Naturwissenschaftler, Zoologe und Botaniker
- Ludwig von Rittberg (1797–1881), deutscher Jurist und Reichstagsabgeordneter
- Ludwig von Rönne (1804–1891), deutscher Jurist, Publizist und Staatsrechtslehrer
- Ludwig Ruland (1873–1951), deutscher römisch-katholischer Theologe und Hochschullehrer
- Ludwig Schmid-Wildy (1896–1982), deutscher Volksschauspieler, Regisseur, Autor und Erfinder
- Ludwig Schneider (1893–1977), deutscher Politiker (DVP, NSDAP, FDP), MdL Hessen
- Ludwig Schneider (1898–1978), deutscher Politiker (FDP, FVP, DP, CDU), MdB
- Ludwig Schneider (1902–1944), deutscher Politiker (NSDAP), MdR
- Ludwig Schneider (1907–1975), deutscher Schachspieler und -funktionär
- Ludwig Schneider (1941–2018), deutschsprachiger Journalist
- Ludwig Karl Eduard Schneider (1809–1889), deutscher Politiker und Botaniker
- Ludwig Wilhelm Schneider (1805–1878), deutscher Schauspieler und Militärschriftsteller, siehe Louis Schneider
- Ludwig von Schöning-Megow (1822–1882), deutscher Offizier, Rittergutsbesitzer und Parlamentarier
- Ludwig Schrank (1828–1905),  österreichischer Fotograf, Fachautor und Komponist
- Ludvig Schytte (1848–1909), dänischer Pianist, Komponist, Musikpädagoge und Musikschriftsteller
- Ludwig Sinsheimer (1873–1942), deutscher Jurist
- Ludwig von Spangenberg (1826–1896), deutscher Offizier, preußischer General der Infanterie
- Ludwig von Stein (1693–1780), deutscher Obrist und Wohltäter
- Ludwig Stein (1859–1930), ungarisch-schweizerischer Philosoph
- Ludwig Freiherr von Stein zu Lausnitz (1868–1934), deutscher Offizier und Forschungsreisender
- Ludwig Stiegler (* 1944), deutscher Politiker (SPD)
- Ludwig Suthaus (1906–1971), deutscher Heldentenor
- Ludwig Thoma (1867–1921), deutscher Erzähler
- Ludwig Thürmer (1931–2021), deutscher Architekt
- Ludwig Uhland (1787–1862), deutscher Dichter
- Ludwig Vörg (1911–1941), deutscher Alpinist
- Ludwig Weber (1846–1922), deutscher Theologe und Sozialreformer
- Ludwig Weber (1895–1991), deutscher Pilot
- Ludwig Weber (1899–1974), österreichischer Bassist
- Ludwig Wendemuth (1860–1929), deutscher Wasserbauingenieur und Baubeamter
- Ludwig Wittgenstein (1889–1951), österreichischer Philosoph
- Ludwig Zimmermann (1852–1906), deutsch-baltischer Märtyrer

### Ludwig als Familienname

#### A
- Adolf Ludwig (Pfarrer) (1867–1938), deutscher Geistlicher und Heimatforscher
- Adolf Ludwig (1892–1962), deutscher Gewerkschafter und Politiker (SPD)
- Adolf Theodor Julius Ludwig (1808–1876), polnischer Theologe und Superintendent
- Albert Ludwig (Theologe) (1868–1957), deutscher Theologe
- Albert Ludwig (Politiker) (1919–2019), kanadischer Politiker
- Alexander Ludwig (Bürgermeister) (* 1963), deutscher Politiker, Beigeordneter in Leinfelden-Echterdingen
- Alexander Ludwig (Ökonom) (* 1975), deutscher Wirtschaftswissenschaftler
- Alexander Ludwig (Fußballspieler) (* 1984), deutscher Fußballspieler
- Alexander Ludwig (Schauspieler) (* 1992), kanadischer Schauspieler
- Alexandra Ludwig (Synchronsprecherin) (* 1965), deutsche Synchronsprecherin
- Alexandra Ludwig (Volleyballspielerin) (* 1968), deutsche Volleyballspielerin
- Alfred Ludwig (Indologe) (1832–1912), österreichischer Sprachwissenschaftler und Indologe
- Alfred Ludwig (Botaniker) (1879–1964), deutscher Botaniker
- Alfred Ludwig (Sportfunktionär) (* 1950), österreichischer Sportfunktionär
- Alice Ludwig-Rasch (1910–1973), deutsche Filmeditorin
- Alois Ludwig (1872–1969), österreichischer Architekt
- Aloys Ludwig (1910–2002), katholischer Theologe und Widerstandskämpfer
- Andreas Ludwig (Geologe) (1865–1934), Geologe, Alpinist und Naturforscher
- Andreas Ludwig (Historiker) (* 1954), deutscher Historiker und Museumsleiter
- Andreas Ludwig (Physiker) (* 1957), deutscher Physiker
- Andreas Ludwig (Politiker) (* 1961), deutscher Politiker (CDU)
- Andreas Ludwig (Eishockeyspieler) (* 1963), deutscher Eishockeyspieler
- Andreas Ludwig (Künstler) (1964–2008), deutscher Grafiker und Maler
- Andreas Ludwig (Fußballspieler) (* 1990), deutscher Fußballspieler
- Anne Ludwig (* 1946), deutsche Malerin
- Annette Ludwig (* 1963), deutsche Kunsthistorikerin, Museumsdirektorin und Hochschullehrerin
- Annemarie Kleinert-Ludwig (1947–2021), deutsche Kulturhistorikerin
- Anton Ludwig (1798–1869), Großdechant Grafschaft Glatz
- Ariane Ludwig (* 1976), deutsche Literaturwissenschaftlerin und Autorin
- Arnd Ludwig (* 1967), deutscher Volleyballspieler und -trainer
- August Ludwig (Komponist) (1865–1946), deutscher Komponist, Schriftsteller und Redakteur
- August Ludwig (1867–1951), deutscher Pfatter, Imker und Mundartdichter
- Auguste Ludwig (1834–1909), deutsche Malerin
- Axel Ludwig (* 1955), deutscher Sprecher

#### B
- Barbara Ludwig (* 1962), deutsche Politikerin (SPD)
- Bernd Ludwig (* 1955), deutscher Philosoph und Hochschullehrer
- Bernhard Ludwig (Möbelfabrikant) (1866–1939), österreichischer Möbelfabrikant
- Bernhard Ludwig (Kabarettist) (1948–2023), österreichischer Kabarettist
- Bernhard Hieronymus Ludwig (1834–1897), österreichischer Möbelfabrikant
- Björn Ludwig (* 1968), deutscher Autor

#### C
- Carl Ludwig (Politiker) (Ludwig Carl Ludwig; 1773–1860), deutscher Richter und Politiker, MdL Hessen
- Carl Ludwig (Mediziner) (1816–1895), deutscher Physiologe
- Carl Ludwig (Jurist) (1889–1967), Schweizer Jurist
- Carl Ferdinand Heinrich von Ludwig (1784–1847), deutscher Unternehmer und Botaniker in Kapstadt
- Carl Friedrich Ernst Ludwig (1773–1846), deutscher Publizist und Journalist
- Carmen Ludwig (* 1994), österreichische Journalistin und Fernsehmoderatorin
- Cecilie Uttrup Ludwig (* 1995), dänische Radrennfahrerin
- Christa Ludwig (1928–2021), deutsche Sängerin (Mezzosopran)
- Christa Ludwig (Autorin) (* 1949), deutsche Schriftstellerin
- Christian Ludwig (Mediziner) (auch Christianus Ludwig; 1749–1784), deutscher Arzt und Pharmazeut
- Christian Ludwig (Politiker) (1824–1893/1894), deutscher Maurer und Politiker
- Christian Ludwig (Architekt) (1901–1967), Preßburger Architekt und Baumeister
- Christian Ludwig, Geburtsname von Christian Ludwig Attersee (* 1940), österreichischer Maler, Musiker, Schriftsteller und Segelsportler
- Christian Ludwig (Moderator) (* 1959), österreichischer Journalist und Hörfunkmoderator
- Christian Ludwig (Dirigent) (* 1978), deutscher Geiger und Dirigent
- Christian Ludwig (Schauspieler) (* 1985), deutscher Schauspieler, Synchronschauspieler, Regisseur, Autor, Hörbuchregisseur
- Christian Friedrich Ludwig (1757–1823), deutscher Botaniker und Mediziner
- Christian Gottlieb Ludwig (1709–1773), deutscher Arzt, Botaniker und Hochschullehrer
- Christiane Ludwig-Körner (* 1944), deutsche Psychologin, Psychoanalytikerin und Pädagogin
- Christiane Sophie Ludwig (1764–1815), deutsche Schriftstellerin
- Christine Ludwig (* 1972), österreichische Kostümbildnerin
- Claudia Ludwig (* 1960), deutsche Moderatorin und Journalistin
- Claudia Ludwig (Kunsthistorikerin) (* 1961), deutsche Kunsthistorikerin und Byzantinistin
- Craig Ludwig (* 1961), US-amerikanischer Eishockeyspieler und -trainer
- Curt Ludwig (1902–1989), deutscher Politiker (NSDAP), Polizeipräsident und SS-Führer

#### D
- Damian Ludwig (1804–1871), badischer Offizier und Politiker
- Daniel Ludwig (Schauspieler) (* 1956), Schweizer Schauspieler und Dramatiker
- Daniel Ludwig (Maler) (* 1959), US-amerikanischer Maler
- Daniel Ludwig (Schachspieler) (* 1990), US-amerikanischer Schachspieler
- Daniel K. Ludwig (1897–1992), US-amerikanischer Reeder, Unternehmer und Philanthrop
- Daniela Ludwig (* 1975), deutsche Politikerin (CSU)
- David Ludwig (Mediziner) (* 1957), US-amerikanischer Kinderarzt und Ernährungswissenschaftler
- David Ludwig (* 1988), deutscher Skeleton-Pilot
- Dieter Ludwig (1939–2020), deutscher Ingenieur
- Donald Ludwig (1933–2018), US-amerikanischer Mathematiker und Biologe

#### E
- Eberhard Ludwig (Chemiker) (* 1931), deutscher Chemiker und Hochschullehrer
- Eduard Ludwig, Pseudonym von Eduard Ludwig Alexander (1881–1945), deutscher Rechtsanwalt und Reichstagsabgeordneter
- Eduard Ludwig (Politiker) (1883–1967), österreichischer Politiker (ÖVP) und Diplomat
- Eduard Ludwig (Architekt) (1906–1960), deutscher Architekt
- Edward Ludwig (1899–1982), russischstämmiger US-amerikanischer Filmregisseur
- Edward W. Ludwig (1920–1990), US-amerikanischer Science-Fiction-Schriftsteller
- Egon Ludwig (* 1929), deutscher Generalmajor und Sportfunktionär
- Else Ludwig (* 1937), deutsch-österreichische Schauspielerin
- Emil Ludwig (1881–1948), deutscher Schriftsteller
- Erhard Ludwig (1938–2019), deutscher Mykologe
- Erich Ludwig (Rugbyspieler) (1879–1934), deutscher Rugbyspieler
- Erich Ludwig (Schauspieler) (1939–2022), deutscher Schauspieler
- Ernst Ludwig (Chemiker) (1842–1915), österreichischer Chemiker
- Ernst Ludwig (Philologe) (1845–1912), deutscher Klassischer Philologe und Gymnasiallehrer
- Ernst Ludwig (Schauspieler) (1873–1932), österreichischer Schauspieler und Regisseur
- Ernst Ludwig (Bauingenieur) (1916–1995), deutscher Bauingenieur und Hochschullehrer
- Ernst Ludwig (Politiker) (1927–2017), deutscher Jurist und Politiker (CDU)
- Eugen Ludwig (1887–1971), Schweizer Anatom und Hochschullehrer
- Eva Ludwig (Politikerin, 1907) (1907–1995), deutsche Politikerin (NDPD), MdV
- Eva Ludwig (Politikerin, 1939) (* 1939), deutsche Politikerin (CDU), MdL Hessen

#### F
- Ferdinand Ludwig (Politiker) (1839–1915), österreichischer Politiker des Abgeordnetenhauses
- Ferdinand Ludwig, deutscher Architekt und Hochschullehrer
- Florian Ludwig (* 1970), deutscher Dirigent und Hochschullehrer
- Frank Ludwig (* 1980), deutscher Skispringer
- Franz Ludwig (Politiker) (1841–1922), deutscher Posamentiermeister und Politiker
- Franz Ludwig (Schauspieler) (1876–1927), deutscher Schauspieler, Theaterregisseur und -intendant
- Franz Ludwig (Jurist) (1899–1970), deutscher Jurist
- Franz Ludwig (Fußballspieler) (* 1952), deutscher Fußballspieler
- Franz Josef Ludwig (1878–1937), österreichischer Maler und Kunsterzieher
- Franz Xaver Ludwig (1868–1927), österreichischer Schriftsteller und Journalist
- Fred Ludwig (eigentlich Alfred Hoffmann; 1921–1984), deutscher Schauspieler
- Friedel Ludwig (1917–2007), deutscher Industriekaufmann, Fotograf, Bildhauer und Maler
- Friedrich Ludwig (Politiker) (1808–1869), Schweizer Politiker
- Friedrich Ludwig (Botaniker) (1851–1918), deutscher Botaniker
- Friedrich Ludwig (Musikwissenschaftler) (1872–1930), deutscher Musikhistoriker
- Friedrich Ludwig (Ingenieur) (1872–1945), deutscher Ingenieur und Industrieller
- Friedrich Ludwig (Maler) (1895–1970), deutscher Maler
- Fritz von Ludwig (1755–1811), preußischer Kriegsrat, Dichter und Librettist
- Fritz Ludwig (General) (* 1925), deutscher Generalleutnant der Nationalen Volksarmee

#### G
- Gabi Ludwig (* 1962), deutsche Fernsehjournalistin
- Gene Ludwig (1937–2010), US-amerikanischer Jazz-Organist
- Georg Ludwig (Mediziner, 1826) (1826–1910), deutscher Psychiater
- Georg Ludwig (Mediziner, 1842) (1842–1903), österreichischer Mediziner
- Georg Ludwig (Politiker) (* 1967), deutscher Politiker (CDU)
- Gerd Ludwig (* 1947), deutsch-amerikanischer Dokumentarfotograf und Fotojournalist
- Gerhard Ludwig (1909–1994), deutscher Unternehmer
- Gordon Ludwig (1925–2019), deutscher Architekt und Maler
- Grischa Ludwig (* 1974), deutscher Westernreiter
- Gundula Ludwig (* 1979), österreichische Politikwissenschaftlerin
- Günter Ludwig (Politiker) (1924–1974), deutscher Politiker (CDU), MdL Niedersachsen
- Günter Ludwig (Pädagoge) (1925–1977), deutscher Pädagoge
- Günter Ludwig (Pianist) (1930–2022), deutscher Pianist
- Günter Ludwig (Maler) (1950–2024), deutscher Maler und Grafiker
- Günther Ludwig (Politiker) (1899–1971), deutscher Politiker (NDPD)
- Günther Ludwig (Physiker) (1918–2007), deutscher theoretischer Physiker
- Gustav Ludwig (Kunsthistoriker) (1854–1905), deutscher Kunsthistoriker und Arzt
- Gustav Ludwig (Architekt) (1876–1952), österreichischer Architekt

#### H
- Hanna Ludwig (1918–2014), deutsche Sängerin
- Hannah Ludwig (* 2000), deutsche Straßenradsportlerin
- Hannelore Ludwig (* 1949), deutsche Politikerin (SPD)
- Hanns Ludwig (* um 1940), deutscher Tiermediziner, Virologe und Hochschullehrer
- Hans Ludwig (Radsportler) (1885–1964), deutscher Radrennfahrer
- Hans Ludwig (Politiker, 1894) (1894–1943), deutscher Politiker (NSDAP)
- Hans Ludwig (Ornithologe) (1929–2016), deutscher Ornithologe und Naturschützer
- Hans Ludwig (Mediziner) (* 1929), deutscher Gynäkologe
- Hans Ludwig (Politiker, 1932) (1932–2000), österreichischer Politiker (SPÖ)
- Hans Günther Ludwig, deutscher Basketballspieler
- Hans-Werner Ludwig (* 1934), deutscher Anglist und Literaturwissenschaftler
- Harald Ludwig (1930–2018), Generalleutnant der NVA
- Harald Ludwig (Erziehungswissenschaftler) (* 1940), deutscher Erziehungswissenschaftler
- Heiderun Ludwig (* 1940), österreichische Skilangläuferin
- Heiner Ludwig (* 1942), deutscher römisch-katholischer Theologe
- Heinrich Ludwig (Maler) (1829–1897), deutscher Maler und Kunsthistoriker
- Heinrich Ludwig (Heimatforscher) (1865–1952), deutscher Heimatforscher
- Heinrich Philipp Ludwig (1777–1864), hessischer Pfarrer und liberaler Politiker
- Heinz Ludwig (1906–1970), deutscher Maler, Grafiker und Comiczeichner
- Heinz Förster-Ludwig (1900–1953), deutscher Schauspieler und Sänger (Tenorbuffo)
- Helmut Ludwig (1930–1999), deutscher protestantischer Geistlicher und Schriftsteller
- Herbert Ludwig (* 1938), deutscher Agent, Oberstleutnant der NVA
- Herbert W. Ludwig (1924–2002), deutscher Biologe und Hochschullehrer
- Hermann Ludwig (Chemiker) (1819–1873), deutscher Chemiker
- Hermann Ludwig, Pseudonym des deutschen Historikers und Schriftstellers Hermann Ludwig von Jan (1851–1908)
- Hermann Ludwig (Politiker) (1858–1931), deutscher Politiker, Bürgermeister von Neunkirchen (Saar)
- Hermann Ludwig (Filmeditor) (1911–1982), deutscher Filmeditor und Produktionsleiter
- Hermann Wilhelm Ludwig (1890–1948), sudetendeutscher Komponist, Kantor und Organist
- Horst Ludwig (Regisseur) (1930–2003), deutscher Schauspieler und Regisseur
- Horst Ludwig (* 1942), deutscher Kunsthistoriker
- Hubert Ludwig (1852–1913), deutscher Zoologe

#### I
- Irene Ludwig (1927–2010), deutsche Kunst-Mäzenin

#### J
- Jil Ludwig (* 1992), deutsche Fußballspielerin
- Joachim Ludwig (1931–1994), deutscher Komponist
- Joelle Ludwig (* 1991), deutsche Schauspielerin
- Johann Ludwig (Cellist) (* 1980), deutscher Cellist
- Johann Christoph Ludwig (1750–1826), deutscher Schultheiß und Politiker
- Johann Emanuel Ludwig (1758–1823), deutscher Oberstleutnant
- Johann Friedrich Ludwig (1673–1752), deutscher Goldschmied und Architekt
- Johann Ludwig Graf Schwerin von Krosigk (1887–1977), deutscher Jurist und Finanzminister
- Johanna Ludwig (1937–2013), deutsche Journalistin und Verlagslektorin
- Johannes Ludwig (Bürgermeister), deutscher Politiker, Bürgermeister von Karlsruhe
- Johannes Ludwig (Politiker) (1814–1879), deutscher Landwirt, Bürgermeister, MdL Kurhessen
- Johannes Ludwig (Architekt, 1815) (1815–1888), Schweizer Architekt
- Johannes Ludwig (Priester) (1900–1989), österreichischer römisch-katholischer Priester der Diözese Linz
- Johannes Ludwig (Fußballspieler) (1903–1985), deutscher Fußballspieler
- Johannes Ludwig (Architekt, 1904) (1904–1996), deutscher Architekt
- Johannes Ludwig (Publizist) (* 1949), deutscher Publizist und Hochschullehrer
- Johannes Ludwig (Rennrodler) (* 1986), deutscher Rennrodler
- Johannes Ludwig (Musiker) (* 1988), deutscher Saxophonist und Komponist
- John Ludwig (Siedler) (1857–1913), deutscher Siedler in Südwestafrika
- John Ludwig (Schauspieler), Schauspieler
- John Ludwig (Schachspieler) (* 2000), US-amerikanischer Schachspieler
- Josef Ludwig (1871–1933), österreichischer Architekt
- Josef Ludwig, Pseudonym von Josef Haubrich (1889–1961), deutscher Jurist und Kunstsammler
- Julia Alice Ludwig (* 1989), deutsche Schauspielerin
- Julian Ludwig-Mayorga (* 1999), deutscher American-Football-Spieler
- Juliane Ludwig-Braun (1903–1957), österreichische Schriftstellerin
- Jürgen Ludwig (* 1970), deutscher Kommunalpolitiker
- Jutta Ludwig-Müller (* 1962), deutsche Botanikerin und Hochschullehrerin für Pflanzenphysiologie

#### K
- Karin Tietze-Ludwig (* 1941), deutsche Moderatorin und Fernsehansagerin der ARD
- Karl Ludwig (1816–1895), siehe Carl Ludwig (Mediziner)
- Karl von Ludwig (General) (1836–1906), österreichischer Feldmarschallleutnant
- Karl Ludwig (Maler) (1839–1901), deutscher Maler
- Karl Ludwig (Fußballspieler) (1886–1948), deutscher Fußballspieler
- Karl Ludwig (Politiker, I), deutscher Politiker (SED), MdL Thüringen
- Karl Ludwig (Entomologe) (1912–1982), österreichischer Insektenkundler
- Karl Ludwig (Politiker, 1923) (1923–1999), deutscher Politiker (FDP/DVP), MdL Baden-Württemberg
- Karl August Ludwig (Architekt) (1818–1902), deutscher Architekt und Unternehmer
- Karl August Ludwig (Ingenieur) (1911–2001), deutscher Ingenieur und Bauunternehmer
- Karl-Heinz Ludwig (Jurist) (1921–2017), deutscher Jurist und Richter
- Karl-Heinz Ludwig (Historiker) (* 1931), deutscher Historiker
- Karl Siegfried Ludwig (1917–2007), deutscher Industriekaufmann, Fotograf, Bildhauer und Maler
- Ken Ludwig (* 1950), amerikanischer Dramaturg
- Klaus Ludwig (* 1949), deutscher Rennfahrer
- Klaus-Dieter Ludwig (1943–2016), deutscher Ruderer
- Klaus Uwe Ludwig (1943–2019), deutscher Kirchenmusiker
- Klemens Ludwig (1955–2022), deutscher Publizist und Tibetkundler
- Konrad Ludwig (Politiker) (1880–1935), deutscher Politiker, MdR
- Konrad Ludwig (Mathematiker) (1898–1951), deutscher Mathematiker und Geodät
- Kurt E. Ludwig (1924–1995), deutscher Schauspieler und Synchronsprecher
- Kurt Frederick Ludwig (1903–nach 1953), deutscher Spion in den USA

#### L
- Laura Ludwig (* 1986), deutsche Beachvolleyballspielerin
- Lasse Ludwig (* 2002), deutscher Handballspieler
- Leopold Ludwig (1908–1979), deutscher Dirigent
- Lori Ludwig (1924–1986), deutsche Schriftstellerin
- Luca Ludwig (* 1988), deutscher Automobilrennfahrer
- Lutz Ludwig (1957–2014), deutscher Techno-DJ und -Musiker

#### M
- Manfred Ludwig (* 1936), deutscher Spieleautor
- Manfred Ludwig (Mathematiker) (* 1940), deutscher Mathematiker und Informatiker
- Marco Ludwig (* 1982), deutscher Eishockeyspieler
- Mareike Ludwig (* 1993), deutsche Schauspielerin
- Mario Ludwig (* 1957), deutscher Biologe
- Markus Porsche-Ludwig (* 1968), deutscher Politikwissenschaftler und Jurist
- Marlies Ludwig (* 1957), deutsche Schauspielerin
- Marlise Ludwig (1886–1982), deutsche Schauspielerin und Schauspiellehrerin
- Martha L. Ludwig (1931–2006), US-amerikanische Biochemikerin und Kristallographin
- Martin Ludwig (Turner) (1867–1931), deutsch-US-amerikanischer Turner
- Martin Ludwig (* 1998), deutscher Fußballspieler
- Martina Ludwig-Faymann (* 1967), österreichische Politikerin (SPÖ)
- Matt Ludwig (* 1996), US-amerikanischer Stabhochspringer
- Matthias Ludwig (Historiker, 1964) (* 1964), deutscher Historiker
- Matthias Ludwig (Historiker, 1977) (* 1977), deutscher Historiker
- Matthias Ludwig (Leichtathlet) (* 1983), deutscher Mittel- und Langstreckenläufer
- Matthias Ludwig (Schauspieler) (* 1983), deutscher Schauspieler
- Max Ludwig (General) (1871–1961), deutscher General der Artillerie
- Max Ludwig (Schriftsteller) (1873–1940), deutscher Schriftsteller, Maler und Grafiker
- Max Ludwig (Musiker) (1882–1945), deutscher Musiker
- Max Ludwig (Bobfahrer) (1896–1957), deutscher Bobfahrer, Maler und Zeichner
- Max Ludwig (Fußballspieler) (1925–1983), deutscher Fußballspieler
- Michael Ludwig (Journalist) (1948–2023), deutscher Journalist
- Michael Ludwig (Manager) (* 1957), deutscher Industriemanager
- Michael Ludwig (Politiker, 1961) (* 1961), österreichischer Politiker (SPÖ)
- Michael Ludwig (Politiker, 1965) (* 1965), deutscher Politiker (CDU)
- Michael Ludwig (Fechter) (* 1972), österreichischer Fechter
- Milly Ludwig (1927–2011), luxemburgische Weitspringerin, Hochspringerin und Hürdenläuferin
- Mirko Ludwig (* 1961), deutscher Tenor
- Monika Ludwig (* 1966), österreichische Mathematikerin und Hochschullehrerin
- Moritz Ludwig (Hockeyspieler) (* 2001), deutscher Hockeyspieler
- Myrta Ludwig (1928–2003), Schweizer Schachspielerin

#### N
- Nadeshda Ludwig (1912–1990), russischstämmige deutsche Slawistin, u. a. Übersetzerin, und Hochschullehrerin
- Nicole Ludwig (* 1971), deutsche Politikerin

#### O
- Olaf Ludwig (* 1960), deutscher Radrennfahrer
- Otmar Ludwig (* 1951), deutscher Fußballspieler
- Ottilia Ludwig (1813–1900), deutsche Schriftstellerin
- Otto Ludwig (1813–1865), deutscher Schriftsteller
- Otto Ludwig (Harmonikabauer) (1880–nach 1959), deutscher Instrumentenbauer und Musiker
- Otto Ludwig (Filmeditor) (1903–1983), US-amerikanischer Filmeditor
- Otto Ludwig (Pianist) (1909–1992), deutscher Pianist
- Otto Ludwig (Linguist) (1931–2019), deutscher Germanist, Linguist und Hochschullehrer
- Otto Ludwig (Fußballspieler) (1934–2014), deutscher Fußballspieler

#### P
- Paul Ludwig (Schauspieler) (1879–1957), deutscher Sänger (Tenor) und Schauspieler
- Paul Ludwig (Philologe) (1890–1987), deutscher Lehrer und Philologe
- Paul Ludwig (Widerstandskämpfer) (1910–1992), deutscher Widerstandskämpfer
- Paula Ludwig (1900–1974), österreichische Schriftstellerin und Malerin
- Peter Ludwig (1925–1996), deutscher Industrieller und Kunst-Mäzen
- Pit Ludwig (1916–1997), deutscher Fotograf, Werbegrafiker und Kulturschaffender

#### R
- Rainer Ludwig (* 1961), Abgeordneter des Bayerischen Landtags
- Ralf Ludwig (Philosoph) (* 1944), deutscher Philosoph, Theologe und Autor
- Ralf Ludwig (Physikochemiker) (* 1961), deutscher Physikochemiker und Politiker
- Ralf Ludwig (Geograph) (* 1967), deutscher Geograph und Hochschullehrer
- Ralf Ludwig (Medienmanager) (* 1968), deutscher Medienmanager
- Ralph Ludwig (Schauspieler), deutscher Schauspieler
- Ralph Ludwig (Theologe) (1943–2017), deutscher Theologe und Schriftsteller
- Ralph Ludwig (Romanist) (* 1956), deutscher Romanist, Sprachwissenschaftler und Hochschullehrer
- Reinhardt Ludwig (* 2002), südafrikanischer Rugbyspieler
- Renate Ludwig (1955–2024), deutsche Archäologin
- Richard Ludwig (Politiker) (1822–1909), deutscher Jurist und Politiker (DFP)
- Richard Ludwig (Rugbyspieler) (1877–1946), deutscher Rugbyspieler
- Richard Ludwig (Schauspieler) (1881–1949), deutscher Schauspieler
- Robert von Ludwig (1821–1884), deutscher Jurist und Politiker
- Robert Ludwig (1847–1909), Pianist und Musikwissenschaftler
- Roger Ludwig (1933–2009), luxemburgischer Radrennfahrer
- Rolf Ludwig (1925–1999), deutscher Schauspieler
- Rolf Ludwig (Statistiker) (* 1937), deutscher Mathematiker und Statistiker
- Rudolf Ludwig (Architekt, 1851) (1851–1907), Architekt, Baumeister in Zürich
- Rudolf Ludwig (Architekt, 1876) (1876–?), Architekt in Zürich
- Rudolf Ludwig (1910–1969), deutscher Mathematiker
- Rudolph Ludwig (1812–1888), deutscher Geologe

#### S
- Sabine Ludwig (* 1954), deutsche Schriftstellerin
- Saskia Ludwig (* 1968), deutsche Politikerin (CDU)
- Sebastian Ludwig (* 1988), deutscher Poolbillardspieler
- Servatius Ludwig (1907–1946), deutscher Benediktinerpater und Missionar
- Siegfried Ludwig (1926–2013), österreichischer Politiker
- Sophie Ludwig (Pädagogin) (1901–1997), Atem- und Leibpädagogin,  (Gindler-Schülerin)
- Stefan Ludwig (* 1967), deutscher Politiker (Die Linke)
- Stefan Ludwig (Regisseur) (* 1978), deutscher Regisseur
- Stefanie Ludwig (* 1967), deutsche Moderatorin
- Stephan Ludwig (* 1965), deutscher Krimiautor
- Stephanie Held-Ludwig (1871–1943), Fotografin
- Sven Ludwig (* 1981), deutscher Musikproduzent, Songwriter und Mixer

#### T
- Theodor Ludwig (1868–1905), deutscher Historiker
- Thomas Ludwig (Bauforscher) (* 1949), deutscher Bauforscher und Denkmalpfleger
- Thomas Ludwig (Fußballspieler, 1960) (* 1960), deutscher Fußballspieler (Jena)
- Thomas Ludwig (Fußballspieler, 1961) (* 1961), deutscher Fußballspieler (Wattenscheid)
- Tom Ludwig (* 1944), US-amerikanischer Basketballtrainer
- Trevor Ludwig (* 1985), US-amerikanischer Eishockeyspieler
- Tyler Ludwig (* 1985), US-amerikanischer Eishockeyspieler

#### U
- Udo Ludwig (Ökonom) (1943–2024), deutscher Ökonom
- Udo Ludwig (* 1958), deutscher Journalist
- Ulrike Ludwig (* 1975), deutsche Historikerin
- Ulrike Königsberger-Ludwig (* 1965), österreichische Politikerin (SPÖ), Nationalratsabgeordnete
- Ursula Ludwig (1923–1999), deutsche Schauspielerin

#### V
- Vera Ludwig (* 1978), deutsche Lyrikerin
- Vinzenz Oskar Ludwig (1875–1959), österreichischer Chorherr, Bibliothekar, Priester und Historiker
- Volker Ludwig (* 1937), deutscher Dramatiker und Theaterleiter

#### W
- Walter Ludwig (Mathematiker) (1876–1946), deutscher Mathematiker
- Walter Ludwig (Landrat) (1882–1945), deutscher Jurist, Landrat im Kreis Hünfeld
- Walter Ludwig (Heimatforscher) (1885–1946), deutscher Heimatforscher
- Walter Ludwig (General) (* 1953), deutscher General der Bundeswehr
- Walther Ludwig (Mathematiker) (1876–1946), deutscher Mathematiker
- Walther Ludwig (Sänger) (1902–1981), deutscher Sänger (Tenor)
- Walther Ludwig (Altphilologe) (* 1929), deutscher Altphilologe
- Werner Ludwig (Mediziner) (1914–2001), deutscher Arzt und DRK-Funktionär
- Werner Ludwig (1926–2020), deutscher Politiker (SPD)
- Wilhelm von Ludwig (1790–1865), deutscher Mediziner
- Wilhelm Ludwig (Biologe) (1901–1959), deutscher Biologe und Genetiker
- Wilhelm Ludwig (Jurist) (1901–1985), deutscher Jurist
- Wilhelmine Ludwig (1900–nach 1982), deutsche Lehrerin und Reformpädagogin
- Willi Ludwig (* 1955), deutscher Poolbillardspieler
- William Ludwig (Sänger) (geb. William Ledwidge; 1847–1923), irischer Opernsänger (Bariton)
- William Ludwig (Drehbuchautor) (1912–1999), US-amerikanischer Drehbuchautor
- Wolf-Dieter Ludwig (* 1952), deutscher Mediziner, Pharmakologe, Hochschullehrer und Vorsitzender der Arzneimittelkommission
- Wolfgang Ludwig (Politiker), österreichischer Politiker
- Wolfgang Ludwig (Künstler) (1923–2009), deutscher Künstler
- Wolfgang Ludwig (Botaniker) (1923–2013), deutscher Botaniker
- Wolfgang Ludwig (Physiker) (1929–2021), deutscher Physiker und Hochschullehrer
- Wolfgang Ludwig (Mikrobiologe) (* 1950), deutscher Mikrobiologe
- Wolfgang Ludwig-Mayerhofer (* 1954), deutscher Soziologe

#### Z
- Zoe Ludwig (* 1999), deutsche Handballspielerin

### Ludvig als Familienname
- Jan Ludvig (* 1961), tschechischer Eishockeyspieler und -scout
- John Ludvig (* 2000), tschechisch-kanadischer Eishockeyspieler
- Nada Ludvig-Pečar (1929–2008), kroatische Komponistin und Hochschullehrerin

### Ludvik als Familienname
- Bernhard Ludvik (* 1961), österreichischer Facharzt für Innere Medizin, Endokrinologie und Stoffwechsel

### Ludvík als Familienname
- Emil Ludvík (1917–2007), tschechischer Jazzmusiker, Filmkomponist und Menschenrechtler
- Josef Myslimír Ludvík (1796–1856), tschechischer Heimatschriftsteller sowie römisch-katholischer Priester
- Miloslav Ludvík (* 1963), tschechischer Manager und Politiker

### Ludwik als Familienname
- Paul Ludwik (1878–1934), österreichischer Wissenschaftler

### Luiz als Familienname
- André Luiz (Fußballspieler, 1980) (André Luiz Silva do Nascimento; * 1980), brasilianischer Fußballspieler
- André Luiz (Fußballspieler, 1983) (André Luiz de Oliveira Regatieri; * 1983), brasilianischer Fußballspieler
- André Luiz Moreira (* 1974), brasilianischer Fußballspieler
- Carlos Luiz d’Amour (1836–1921), brasilianischer Geistlicher und Erzbischof von Cuiabá
- David Luiz (* 1987), brasilianischer Fußballspieler
- Gebhard Luiz (1913–2013), deutscher Geistlicher
- Jaime Luiz Coelho (1916–2013), brasilianischer Geistlicher und römisch-katholischer Erzbischof von Maringá
- Tania Luiz (* 1983), australische Badmintonspielerin